# يو إف سي 272
يو إف سي 272: كوفنغتون ضد ماسفيدال (بالإنجليزية: UFC 272: Covington vs. Masvidal)‏ هو حدث لفنون القتال المختلطة نظمته يو إف سي، أُقيم في 5 مارس 2022 على تي موبايل أرينا في بارادايس، وادي لاس فيغاس، الولايات المتحدة.

## الجوائز الإضافية
حصل المقاتلون على مكافآت بقيمة 50،000 دولار.
- قتال الليلة: كولبي كوفنغتون ضد خورخي ماسفيدال
- أداء الليلة: كيفن هولاند ومارينا موروز